# Robert Engle
Robert Fry Engle (n. 10 noiembrie 1942, Syracuse⁠(d), New York, SUA) este un economist american, laureat al Premiului Nobel pentru economie în anul 2003.